# Bruja Mala del Oeste
La Bruja Mala del Oeste es un personaje ficticio y villana principal en el libro El maravilloso mago de Oz, escrito por L. Frank Baum. En los siguientes libros de L. Frank Baum, el antagonista principal es el Rey Gnomo y la Bruja Mala del Oeste es raramente nombrada después de su muerte en el primer libro.

## Libros de L. Frank Baum

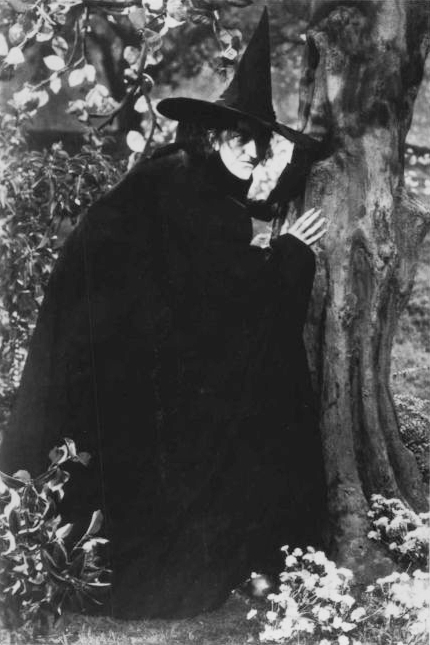
Margaret Hamilton como la bruja mala en la película El mago de Oz de 1939.

La Bruja Mala del Oeste es la malvada gobernante de la tierra de los Winkies. Su castillo es descrito como precioso, a diferencia de la siniestra fortaleza que se muestra en la película. En todas las versiones, tiene una seria fobia al agua. La Bruja Mala del Oeste no está relacionada con la Bruja Mala del Este, pero se alió a ella, la bruja buena del sur y Mombi para conquistar la Tierra de Oz y dividírsela. Parece no importarle la muerte de la bruja mala del este, y todo lo que le preocupa es conseguir los zapatos de plata para hacerse más poderosa. 
Su mayor fuente de poder son las criaturas a las que controla. Tiene una manada de lobos, un enjambre de avispas, una bandada de cuervos y un ejército de Winkies. Posee el mágico gorro dorado, que obliga a los monos voladores a obedecerla en tres ocasiones. Primero, la bruja los usó para esclavizar a los Winkies y tomar la parte Oeste de Oz. La segunda vez los usó para mandar al mago de Oz fuera de la tierra de los Winkies, e impedir que este la destronara. 
Cuando el mago manda a Dorothy Gale y sus amigos a destruirla, la bruja les ataca enviándoles a todos sus ejércitos. Todos estos fallan, pero los monos voladores consiguen capturarlos. Sin embargo, La Bruja Mala del Oeste no puede matar a Dorothy, porque está protegida por el beso de la bruja buena del norte, así que la esclaviza. Cuando la Bruja Mala del Oeste ve que Dorothy lleva los zapatos de plata, intenta arrebatárselos.
Cuando la bruja le arrebata un zapato, Dorothy le lanza furiosa un cubo de agua, y esta se derrite. L. Frank Baum no explica por qué el agua tiene este efecto en ella, ni si todas las brujas malvadas pueden ser asesinadas de esta manera.

## En adaptaciones

### Wicked: Memorias de una bruja mala
En esta novela de Gregory Maguire, Elphaba es una niña de color verde que crecerá hasta convertirse en la Bruja Mala del Oeste. En esta versión el personaje antagonista es el Mago de Oz.

### Érase una vez
La Bruja Mala del Oeste aparece en la segunda mitad de la tercera temporada de la serie Once Upon a Time, como la medio-hermana de Regina Mills, la Reina Malvada, y la hija de su madre, Cora, la Reina de Corazones. El personaje es interpretado por Rebecca Mader.

### Oz the Great and Powerful
En la película Oz the Great and Powerful, la Bruja Mala del Oeste es interpretada por Mila Kunis. En esta versión se muestra a Theodora, una mujer amable y bondadosa que lo único que desea es la paz en Oz, pero su hermana, Evanora, conseguirá que el corazón de Theodora se vuelva oscuro y transformará a esta mujer en una persona cruel, despiadada y malvada.